# Robert Brown (Politiker, 1947)

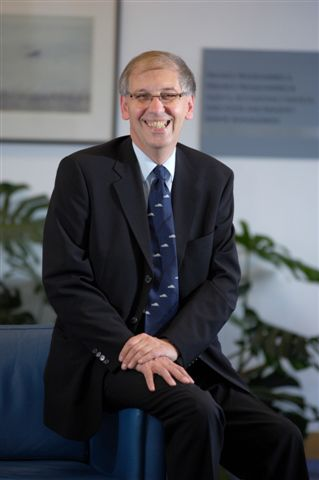
Robert Brown

Robert Brown (* 25. Dezember 1947 in Newcastle upon Tyne) ist ein schottischer Politiker und Mitglied der Liberal Democrats.

## Leben
Brown studierte an der Universität Aberdeen Jura und war anschließend als Solicitor und Rechtsberater tätig.

## Politischer Werdegang
Zwischen 1977 und 1992 war Brown Vorsitzender der Gruppen der Liberal Party beziehungsweise dann der Liberal Democrats im Stadtrat von Glasgow. Erstmals trat Brown zu den Unterhauswahlen im Oktober 1974 bei nationalen Wahlen an. Er erhielt in seinem Wahlkreis Rutherglen (später Glasgow Rutherglen) jedoch nur 6,3 % der Stimmen und damit den geringsten Stimmenanteil. Seinen Stimmenanteil konnte er bei den Unterhauswahlen 1979, 1983 und 1987 zwar deutlich steigern, verpasste aber jeweils das Direktmandat.
Bei den Schottischen Parlamentswahlen 1999 kandidierte Brown für den Wahlkreis Glasgow Rutherglen, konnte sich jedoch nicht gegen Janis Hughes von der Labour Party sowie den Kandidaten der SNP durchsetzen. Auf Grund des Wahlergebnisses erhielt Brown aber das einzige Mandat der Regionalwahlliste für die Liberal Democrats in der Wahlregion Glasgow und zog in das neugeschaffene Schottische Parlament ein. Bei den Parlamentswahlen 2003 und 2007 kandidierte er jeweils wieder für Glasgow Rutherglen, konnte jedoch nur die zweit- beziehungsweise dritthöchste Stimmenanzahl für sich verbuchen. Er zog aber jeweils wieder als Listenkandidat der Wahlregion ins Parlament ein. Bei den Wahlen 2011 verlor er seinen Parlamentssitz.